# 蘇繹
蘇繹（1777年—？），字會人，號魯山、止齋，浙江杭州府錢塘縣（今浙江省杭州市），清朝政治人物、進士出身。
嘉慶十年，登進士，改庶吉士。嘉慶十三年，任翰林院編修。嘉慶十八年，任廣東鄉試副考官。嘉慶二十年，任山西道監察御史、巡漕御史。次年因不勝巡漕之任撤回交部議處，随即降調。
嘉慶二十二年（1817年），遵例對品捐復員外郎，入應補班內補用。嘉慶二十三年，任刑部湖廣司員外郎。道光二年（1822年），任刑部郎中。道光四年，任山西朔平府知府。道光十年，任山東青州府知府。